# Національний стадіон (Танзанія)
Національний головний стадіон Танзанії (англ. Tanzania National Main Stadium) — багатофункціональний стадіон у Дар-ес-Саламі, домашня арена збірної Танзанії з футболу і футбольних клубів «Сімба» та «Янг Афріканс». Арена вміщує 60 000 глядачів, Це одинадцятий за місткістю стадіон в Африці і найбільший стадіон в Танзанії. Він належить уряду Танзанії. Стадіон був побудований китайською компанією Beijing Construction Engineering Group, вартість будівництва склала 56 мільйонів доларів.
2008 року 70 000 уболівальників були присутні на стадіоні під час принципового матчу між «Сімбою» і «Янг Афріканс». Для матчів цих клубів з іншими суперниками характерна дуже низька відвідуваність.

## Історія
2000 року президент Танзанії Бенджамін Мкапа пообіцяв побудувати сучасний стадіон до кінця свого терміну перебування на посаді президента у 2005 році, кажучи, що йому було соромно за те, що у країни немає сучасної спортивної арени. У січні 2003 року уряд оголосив тендер на будівництво нового стадіону для заміни старого стадіону Ухуру. Міністр спорту Джума Капуя сказав, що уряд встановив бюджет в розмірі 60 мільйонів доларів, а одинадцять компаній запропонували свої проекти.
2004 року французька компанія Vinci виграла тендер на суму 154 мільйонів доларів. Під тиском з боку Бреттон-Вудских установ, Танзанія неохоче відмовилася від цього проекту через його дорожнечу.
У червні 2004 року міністр закордонних справ Якая Кіквете підписав контракт на 56 мільйонів доларів з китайським урядом, який надав грант на суму близько 20 мільйонів доларів. Представник китайського посольства назвав контракт «проектом спеціальної допомоги».
У червні 2006 року прем'єр-міністр Китаю Вень Цзябао відвідав будівельний майданчик. The Daily News повідомила, що Танзанія внесла 25 мільярдів танзанійських шилінгів від загальної вартості 56,4 мільярда У вересні 2007 року на стадіоні відбувся відбірковий матч 7-ї групи між збірною Танзанії і збірною Мозамбіку на Кубок африканських націй 2008.
Стадіон був офіційно відкритий головою Китаю Ху Цзіньтао і президентом Танзанії Джакайя Кіквете під час державного візиту делегації КНР до Танзанії в лютому 2009 року.